# Audio/modem riser

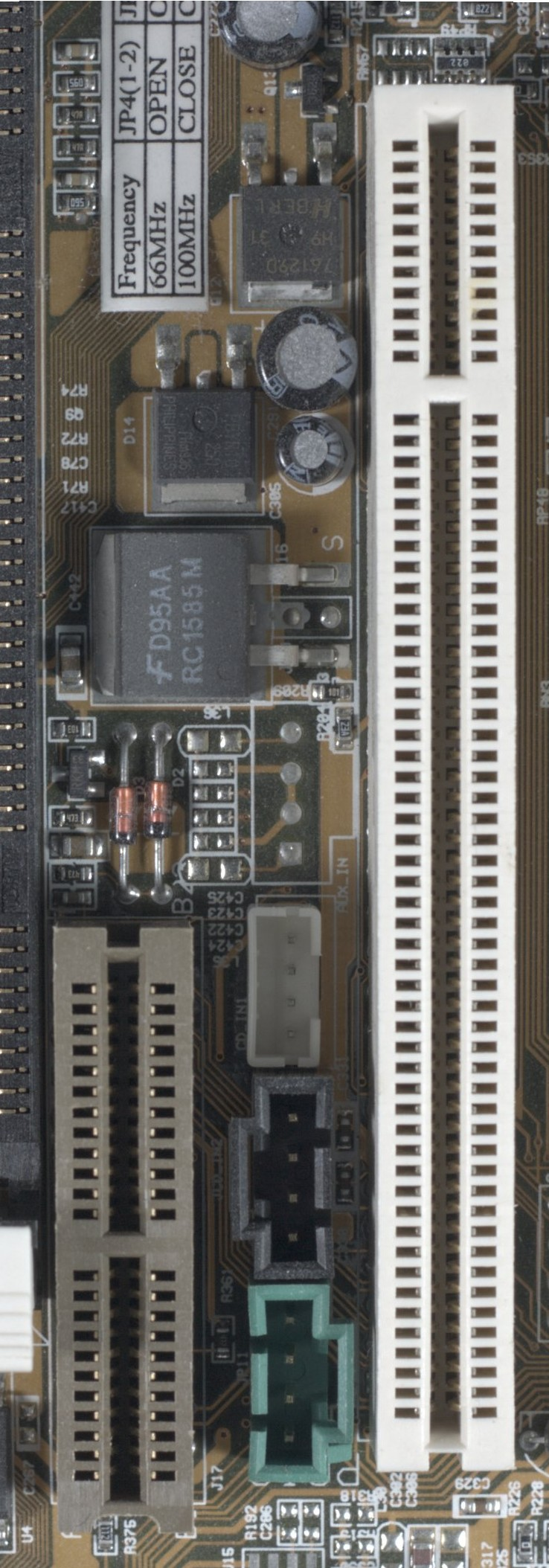
Ranura AMR (izquierda) junto a una ranura PCI (derecha).

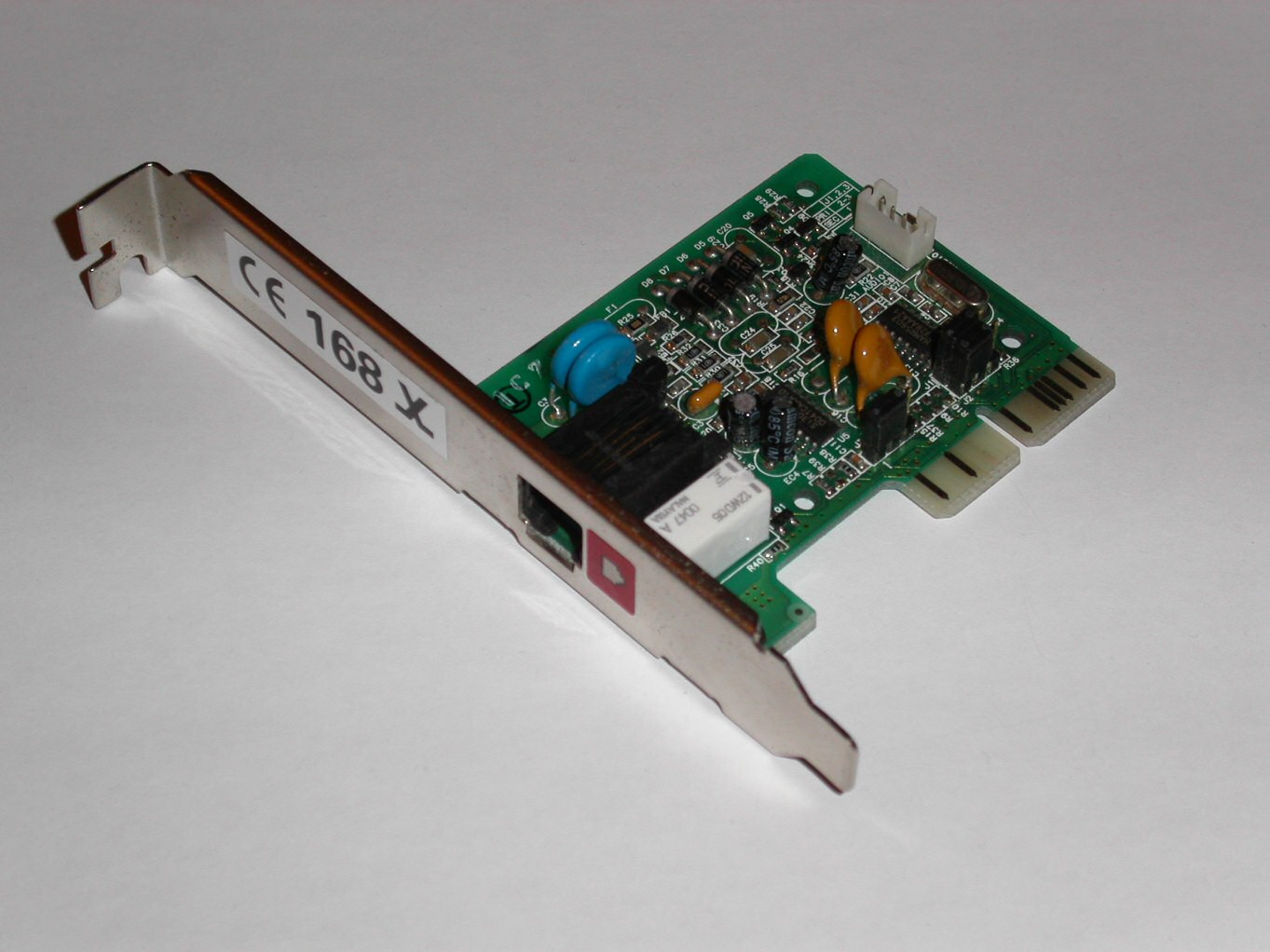
Módem AMR de un Fujitsu Siemens T-Bird.

Audio/modem riser es una ranura de expansión de placas base para dispositivos de audio (como tarjetas de sonido) o módems lanzada en 1998 y presente en placas compatibles con los microprocesadores Intel Pentium III, Intel Pentium 4 y AMD Athlon. Fue diseñada por Intel como una interfaz con los diversos chipsets para proporcionar funcionalidad analógica de entrada/salida permitiendo que esos componentes fueran reutilizados en placas posteriores sin tener que pasar por un nuevo proceso de certificación de la Comisión Federal de Comunicaciones (con los costes en tiempo y económicos que conlleva).
Cuenta con 2x23 pines divididos en dos bloques, uno de 11 (el más cercano al borde de la placa base) y otro de 12, con lo que es físicamente imposible una inserción errónea, y suele aparecer en lugar de una ranura PCI, aunque a diferencia de este no es plug and play y no admite tarjetas aceleradas por hardware (solo por software).
En un principio se diseñó como ranura de expansión para dispositivos económicos de audio o comunicaciones ya que estos harían uso de los recursos de la máquina como el microprocesador y la memoria de acceso aleatorio. Esto tuvo poco éxito ya que fue lanzado en un momento en que la potencia de las máquinas no era la adecuada para soportar esta carga y el mal o escaso soporte de los controladores para estos dispositivos en sistemas operativos que no fuesen Microsoft Windows. 
Tecnológicamente ha sido superado por la tecnología Advanced Communications Riser (de VIA y AMD) y Communication and Networking Riser de Intel. Pero en general todas estas tecnologías de placas (riser card) están hoy obsoletas en favor de los componentes embebidos y los dispositivos USB.